# Max Fischer (Kunstsammler)
Max Fischer (* 17. Oktober 1886; † 29. Januar 1975) war ein deutscher Chemiker, Unternehmer und Kunstsammler.

## Leben und Wirken
Fischer wurde 1886 als Sohn eines Gastwirts aus Tübingen geboren. Der promovierte Chemiker war 1922 Mitgründer und seither Vorstand der Vereinigten Wachswarenfabriken AG Hornung und Dr. Fischer in Ditzingen. Während des Zweiten Weltkriegs diente er als Soldat in Süditalien. 1971 schied er als geschäftsführender Gesellschafter aus der Firma aus und war nur noch Kommanditist und Vorsitzender des Beirats. Er starb im Januar 1975 im Alter von 89 Jahren und fand seine letzte Ruhestätte auf dem Stuttgarter Waldfriedhof.

## Fischer als Kunstsammler
Fischer gehörte schon vor dem Zweiten Weltkrieg zur Stuttgarter Kunstszene. In den 1920er Jahren begann er seine Sammlertätigkeit, die zunehmend zeitgenössische Kunst einschloss. Zu seinen frühen Erwerbungen gehörten neben expressionistischen Grafiken von Max Beckmann und Otto Dix auch Gemälde des Stuttgarters Oskar Schlemmer. 2008 überließen die Erben Fischers seine Sammlung mit über 250 Werken der Staatsgalerie Stuttgart als Dauerleihgabe. 2010 wurde dort ein Teil davon in der Sonderausstellung Brücke, Bauhaus, Blauer Reiter: Schätze der Sammlung Max Fischer gezeigt.
Neben Malerei sammelte Fischer auch Fayencen.